# Emily Bader
Emily Bader, född den 8 november 1996, är en amerikansk skådespelare.
Bader har bland annat medverkat i filmerna Paranormal Activity: Next of Kin och My Lady Jane.

## Filmografi (i urval)
- 2021 – Paranormal Activity: Next of Kin
- 2024 – My Lady Jane
- 2026 – Sommarmöten